# Letkis
Letkis is een grote internationale Finse hit uit 1965. Het is eigenlijk een verbastering van de naam van een Finse dans, de letkajenkka. Er waren destijds diverse uitvoeringen van dit lied; in Finland werd het lied gezongen door Katri Helena, in Nederland waren de bekendste versies (alle instrumentals):
- Gudrun Jankis
- Stig Rauno
- The Wild Ones
- Dutch Swing College Band (soms afgekort tot DSCB)

De componist van de letkajenkka is Rauno Lehtinen. Katri Helena, die de Finse versie zong, was in ieder geval tot het eind van de 20e eeuw een zeer populaire Finse zangeres en dat gedurende meer dan 30 jaar. Ze heeft een aantal maal in de finale van het Eurovisiesongfestival gestaan met redelijk succes.

## Letkajenkka
Het Finse woord letkajenkka betekent rij-dans of lijn-dans. Er wordt een keten van mensen gevormd, waarbij ieder zijn voorganger bij de heupen (of schouders) vasthoudt. Op de maat van de muziek wordt steeds een aantal maal voorwaarts gesprongen en een enkele keer achterwaarts. De choreografie: een sprong voorwaarts, een sprong achterwaarts, drie voorwaarts; dit geheel driemaal; zwaai met de linkervoet naar links en terug; zwaai met de rechtervoet naar rechts en terug; drie sprongen voorwaarts.

## Ploem ploem jenka
Een Nederlandse (gezongen) cover bleef niet uit. Die versie van Trea Dobbs heette Ploem ploem jenka en behaalde de hitparades. Met dat nummer deed Dobbs mee aan het Nationaal Songfestival van 1965 en eindigde als derde. 
De versie van Trea Dobbs was overigens niet de enige Nederlandstalige cover van Letkis. Ook Johnny Hoes bracht een versie uit waarin hij beschrijft hoe de Letkis gedanst moet worden:
Een, twee, rechterbeen omhoog
Een, twee, linkerbeen omhoog
Nog eens daarna tot besluit
Spring voor en achter en dan driemaal vlug vooruit
Het Cocktail Trio maakte weer een parodie op Ploem Ploem jenka onder de titel Pretka Jenka, Origineel Finse onderkleding voor dames en heren!

## Singles
Hier behandelen we alleen de hitversies, de singles die de hitparade haalden.
De spelling van het woord Letkis varieert.

### Orkest Gudrun Jankis
De single van Gudrun Jankis vermeldt de titel op twee verschillende manieren gespeld: op de hoes als LET KISS, op het etiket als LETKISS.

#### Tracklist

##### 7" Single
Omega 23573
1. Let kiss (jenka)
2. Skool jenka

#### Hitnoteringen
| Let kiss                   | Let kiss              | Let kiss | Let kiss | Let kiss | Let kiss | Let kiss | Let kiss | Let kiss | Let kiss | Let kiss | Let kiss | Let kiss | Let kiss | Let kiss | Let kiss | Let kiss | Let kiss | Let kiss | Let kiss | Let kiss | Let kiss | Let kiss | Let kiss | Let kiss         |
| Hitlijst                   | Datum van binnenkomst | Week:    | 1        | 2        | 3        | 4        | 5        | 6        | 7        | 8        | 9        | 10       | 11       | 12       | 13       | 14       | 15       | 16       | 17       | 18       | 19       | 20       | 21       | Laatste notering |
| -------------------------- | --------------------- | -------- | -------- | -------- | -------- | -------- | -------- | -------- | -------- | -------- | -------- | -------- | -------- | -------- | -------- | -------- | -------- | -------- | -------- | -------- | -------- | -------- | -------- | ---------------- |
| Nederlandse Top 40         | 16-01-1965            | Positie: | 34       | 29       | 17       | 8        | 3        | 1        | 1        | 1        | 1        | 1        | 1        | 1        | 1        | 4        | 5        | 10       | 14       | 18       | 22       | 29       | 31       | 05-06-1965       |
| Tijd voor Teenagers Top 10 | 06-02-1965            | Positie: | 8        | 4        | 3        | 1        | 1        | 2        | 1        | 1        | 1        | 3        | 3        | 7        | 9        |          |          |          |          |          |          |          |          | 01-05-1965       |

#### Radio 2 Top 2000
Letkis stond alleen in 1999 in de NPO Radio 2 Top 2000, op plek 1975.

### Stig Rauno
Stig Rauno's single Letkis verscheen het eerst op de markt. 
Op het etiket van Stig Rauno's versie staat soms "Stig Rauno Orchestra" als uitvoerende vermeld.

#### Tracklist

##### 7" Single
Barclay 62185
1. Letkis
2. Skool jenka

#### Hitnotering
| Letkis             | Letkis                | Letkis   | Letkis | Letkis | Letkis | Letkis | Letkis | Letkis | Letkis | Letkis | Letkis | Letkis | Letkis | Letkis | Letkis | Letkis | Letkis | Letkis | Letkis | Letkis | Letkis | Letkis | Letkis | Letkis           |
| Hitlijst           | Datum van binnenkomst | Week:    | 1      | 2      | 3      | 4      | 5      | 6      | 7      | 8      | 9      | 10     | 11     | 12     | 13     | 14     | 15     | 16     | 17     | 18     | 19     | 20     | 21     | Laatste notering |
| ------------------ | --------------------- | -------- | ------ | ------ | ------ | ------ | ------ | ------ | ------ | ------ | ------ | ------ | ------ | ------ | ------ | ------ | ------ | ------ | ------ | ------ | ------ | ------ | ------ | ---------------- |
| Nederlandse Top 40 | 16-01-1965            | Positie: | 34     | 29     | 17     | 8      | 3      | 1      | 1      | 1      | 1      | 1      | 1      | 1      | 1      | 4      | 5      | 10     | 14     | 18     | 22     | 29     | 31     | 05-06-1965       |

### The Wild Ones
Het singletje van The Wild Ones verscheen op het label Delta. Volgens de tijdlijn in  werd de bandnaam Jan Rohde & The Adventurers omgevormd tot Jan Rohde & The Wild Ones. Jan Rohde was een Noorse zanger van een Zweedse groep. Nadat Jan Rohde was vertrokken, werd de formatienaam simpel ingekort tot The Wild Ones. Met die laatste naam verscheen de band op de Delta-single, echter op de hoes stond nog steeds Jan Rohde & The Wild Ones.

#### Hitnotering
| Nederlandse Top 40 | 16-01-1965 | Positie: | 34 | 29 | 23-01-1965 |

### Dutch Swing College Band
Letkis jenka is een single van de Nederlandse Dutch Swing College Band.

#### Tracklist

##### 7" Single
Philips 327 810 JF
1. Letkis jenka
2. When the sun says goodnight to the mountains (The French song)

#### Hitnotering
| Nederlandse Top 40 | 27-03-1965 | Positie: | 1 | 1 | 1 | 4 | 17-04-1965 |

### Trea Dobbs
De Nederlandse (gezongen) versie van Trea Dobbs heette Ploem ploem jenka. Met dat nummer deed ze mee aan het Nationaal Songfestival van 1965. Het lied eindigde als derde, achter inzendingen van Conny Vandenbos en Ronnie Tober.

#### Tracklist

##### 7" Single
Decca AT 10 124
1. Ploem ploem jenka
2. Stad

#### Hitnoteringen
| Titel                      | Titel                 | Titel    | Titel | Titel | Titel | Titel | Titel | Titel | Titel | Titel | Titel | Titel | Titel | Titel | Titel | Titel | Titel | Titel |
| Hitlijst                   | Datum van binnenkomst | Week:    | 1     | 2     | 3     | 4     | 5     | 6     | 7     | 8     | 9     | 10    | 11    | 12    | 13    | 14    | 15    |       |
| -------------------------- | --------------------- | -------- | ----- | ----- | ----- | ----- | ----- | ----- | ----- | ----- | ----- | ----- | ----- | ----- | ----- | ----- | ----- | ----- |
| Nederlandse Top 40         | 06-03-1965            | Positie: | 39    | 15    | 12    | 8     | 10    | 10    | 11    | 11    | 14    | 20    | 20    | 20    | 37    | 34    | 40    | uit   |
| Tijd voor Teenagers Top 10 | 20-03-1965            | Positie: | 9     | 10    | 10    | 9     | 9     | uit   |       |       |       |       |       |       |       |       |       |       |

## Overzicht Singles in de Nederlandse Top 40
| Single met eventuele hitnotering(en) in de Nederlandse Top 40 | Datum van verschijnen | Datum van binnenkomst | Hoogste positie | Aantal weken | Opmerkingen              |
| ------------------------------------------------------------- | --------------------- | --------------------- | --------------- | ------------ | ------------------------ |
| Letkiss                                                       | 1965                  | 16-01-1965            | 1(8wk)          | 21           | Gudrun Jankis Orkest     |
| Letkis                                                        | 1965                  | 16-01-1965            | 1(8wk)          | 21           | Stig Rauno               |
| Letkajenka                                                    | 1965                  | 16-01-1965            | 29              | 2            | The Wild Ones            |
| Letkis jenka                                                  | 1965                  | 27-03-1965            | 1(3wk)          | 4            | Dutch Swing College Band |
| Ploem ploem jenka                                             | 1965                  | 06-03-1965            | 8               | 15           | Trea Dobbs               |